# Públio Túlio Albinovano
Públio Túlio Albinovano (em latim: Publius Tullius Albinovanus) foi um general romano da gente Túlia e membro da facção dos populares durante a Primeira Guerra Civil da República Romana. Seu nome estava entre os doze que foram declarados inimigos do estado por Lúcio Cornélio Sula em 87 a.C. e, por isso, Albinovano fugiu para a corte de Hiempsal II, rei da Numídia. Depois da derrota de Cneu Papírio Carbão e de Caio Norbano Balbo em 82 a.C., Albinovano foi perdoado por Sula depois de trair os principais oficiais de Norbano depois de convidá-los para um banquete. Depois de matá-los, Albinovano rendeu Arímino a Quinto Cecílio Metelo Pio.